# Lézard apode
Les lézards apodes sont des lézards dont les pattes ont totalement ou partiellement disparu au cours de l'évolution, au point de ne plus être utilisées lors de la locomotion. Ce caractère, également présent chez les serpents, est apparu indépendamment chez plusieurs familles de sauriens génétiquement très éloignées : il s'agit d'une analogie. Cette convergence évolutive fait que ces lézards sont souvent confondus avec des serpents.

## Apodie totale ou partielle
L'apodie chez les lézards peut être totale, comme chez les orvets, ou partielle, comme chez le Seps strié, chez qui des membres vestigiaux persistent, bien qu'il ne se déplace que par reptation et n'utilise pas ces membres.

## Différents lézards apodes

### Famille desAnguidae: lesorvets
- Le genre Anguis Linnaeus, 1758
- Le genre Ophisaurus Daudin, 1803
- Le genre Pseudopus Merrem, 1820
- Le genre Dopasia Gray, 1853

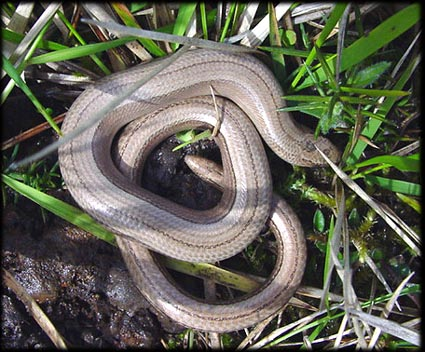
Orvet fragile (Anguis fragilis)
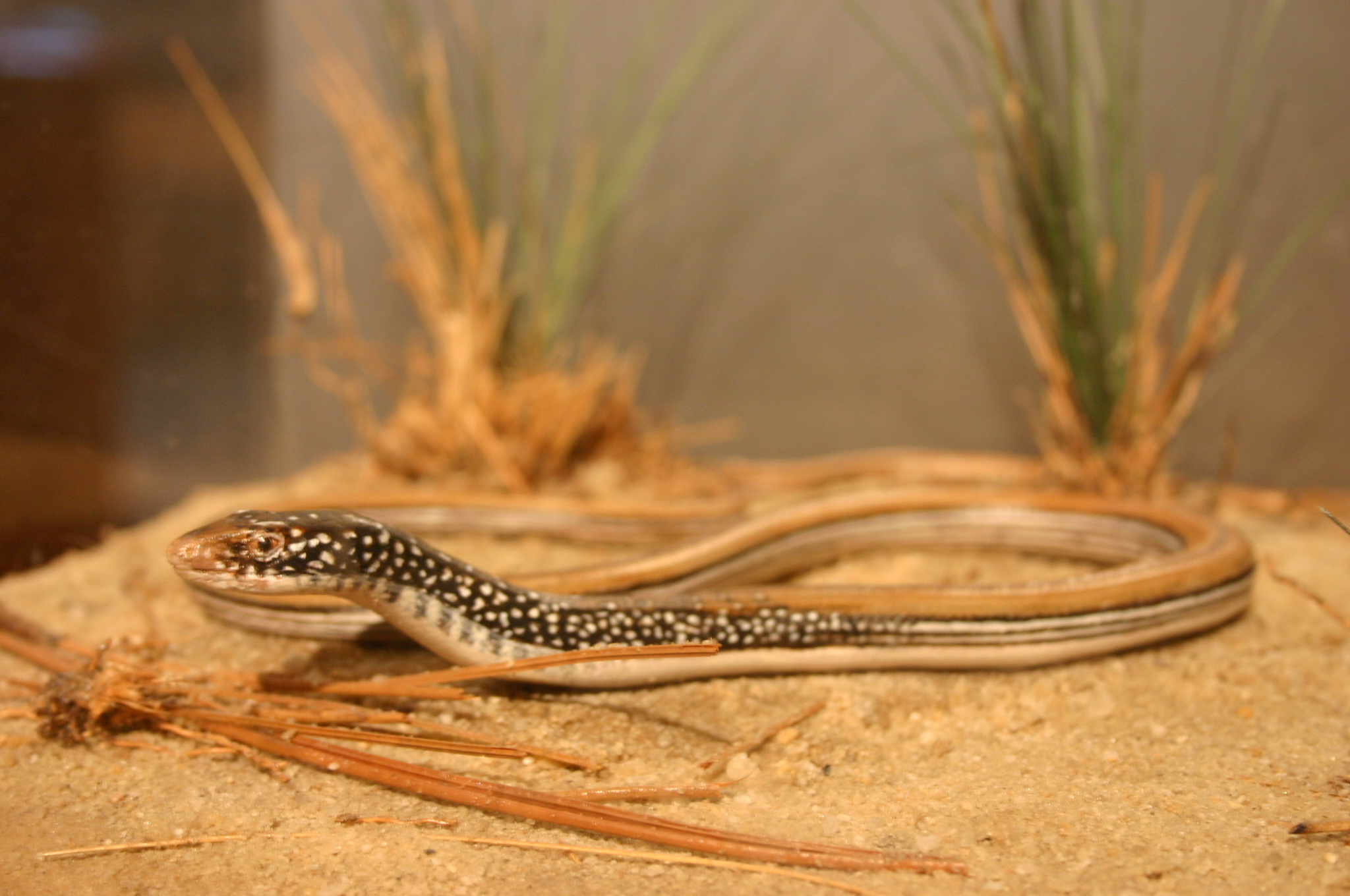
Ophisaurus mimicus
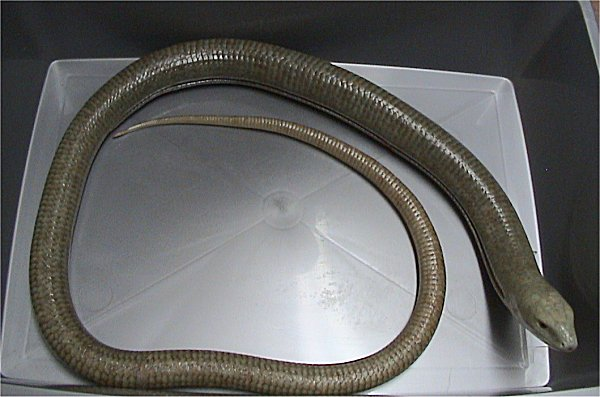
Pseudopus apodus

### Famille desAnniellidae
- Le genre Anniella Gray, 1852

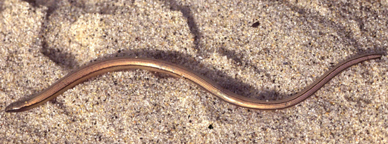
Anniella pulchra

### Famille desCordylidae
- Le genre Chamaesaura Schneider, 1801

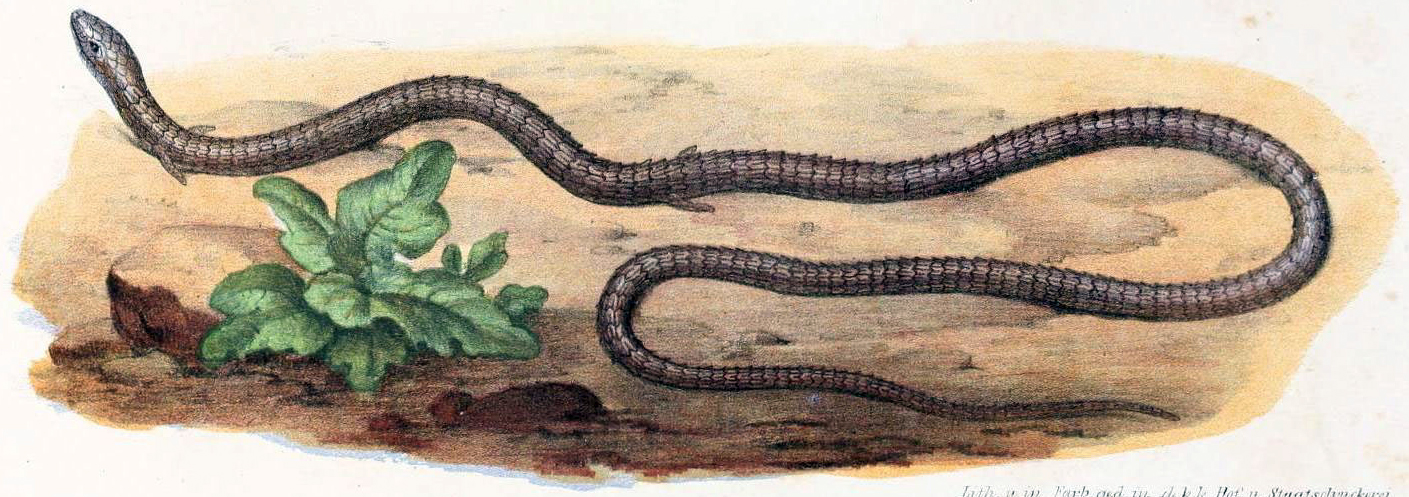
Chamaesaura anguina

### Famille desDibamidae
- Le genre Anelytropsis Cope, 1885
- Le genre Dibamus Duméril et Bibron, 1839

### Famille desPygopodidae:geckosapodes
- Le genre Aprasia Gray, 1839
- Le genre Delma Gray, 1830
- Le genre Lialis Gray, 1835
- Le genre Ophidiocephalus Lucas & Frost, 1897
- Le genre Paradelma Kinghorn, 1926
- Le genre Pletholax Cope, 1864
- Le genre Pygopus Merrem, 1820

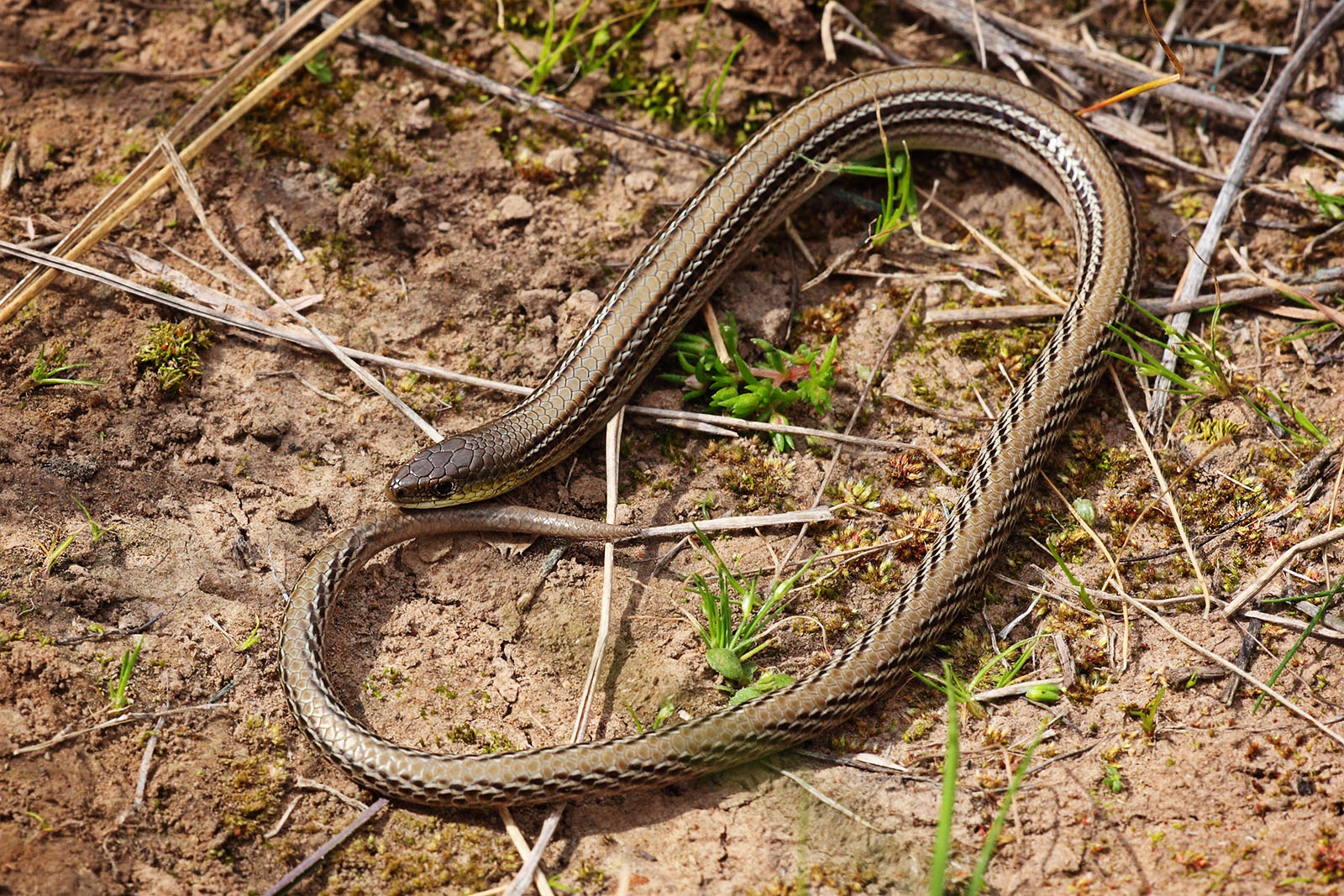
Delma impar
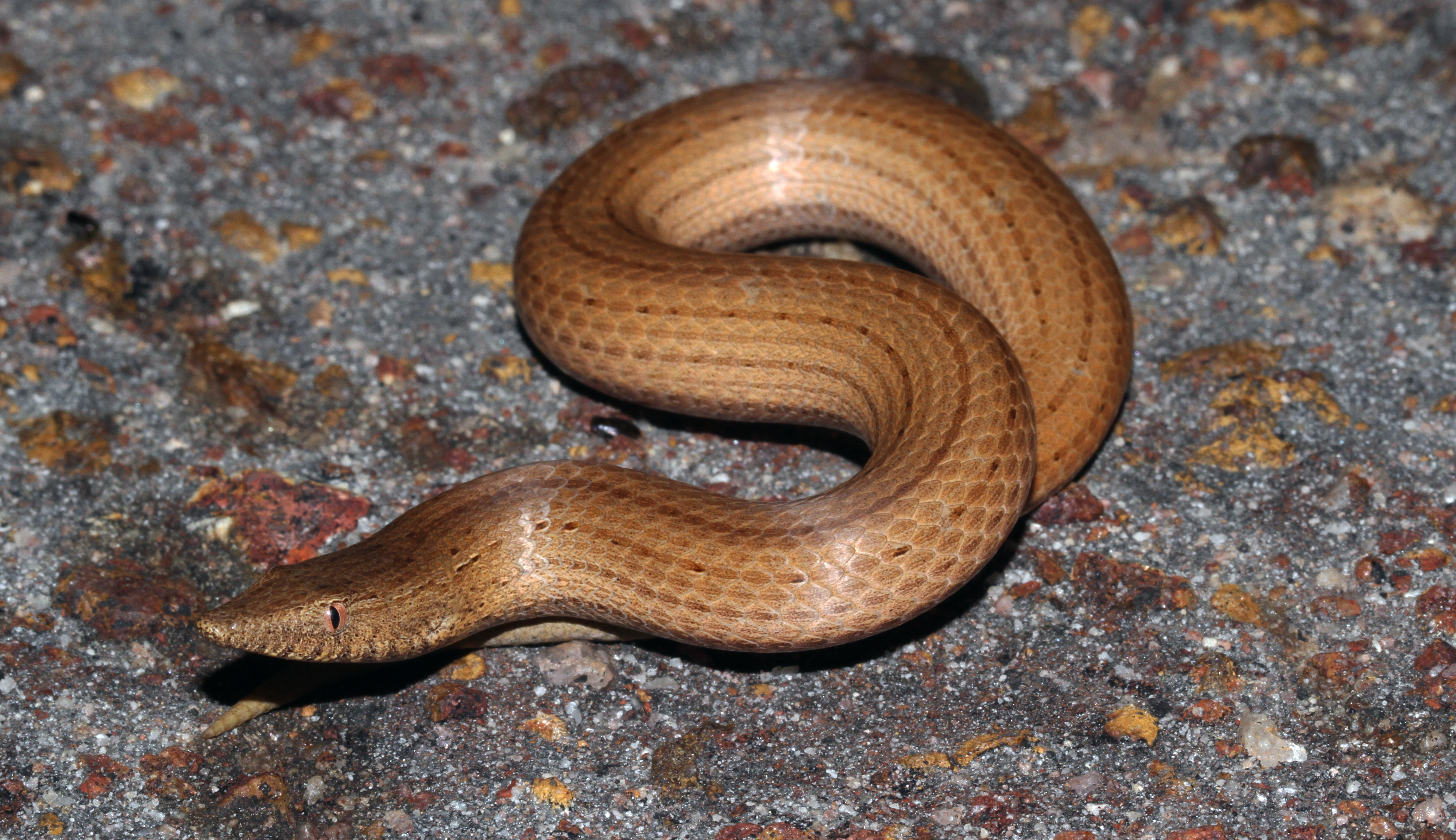
Lialis burtonis
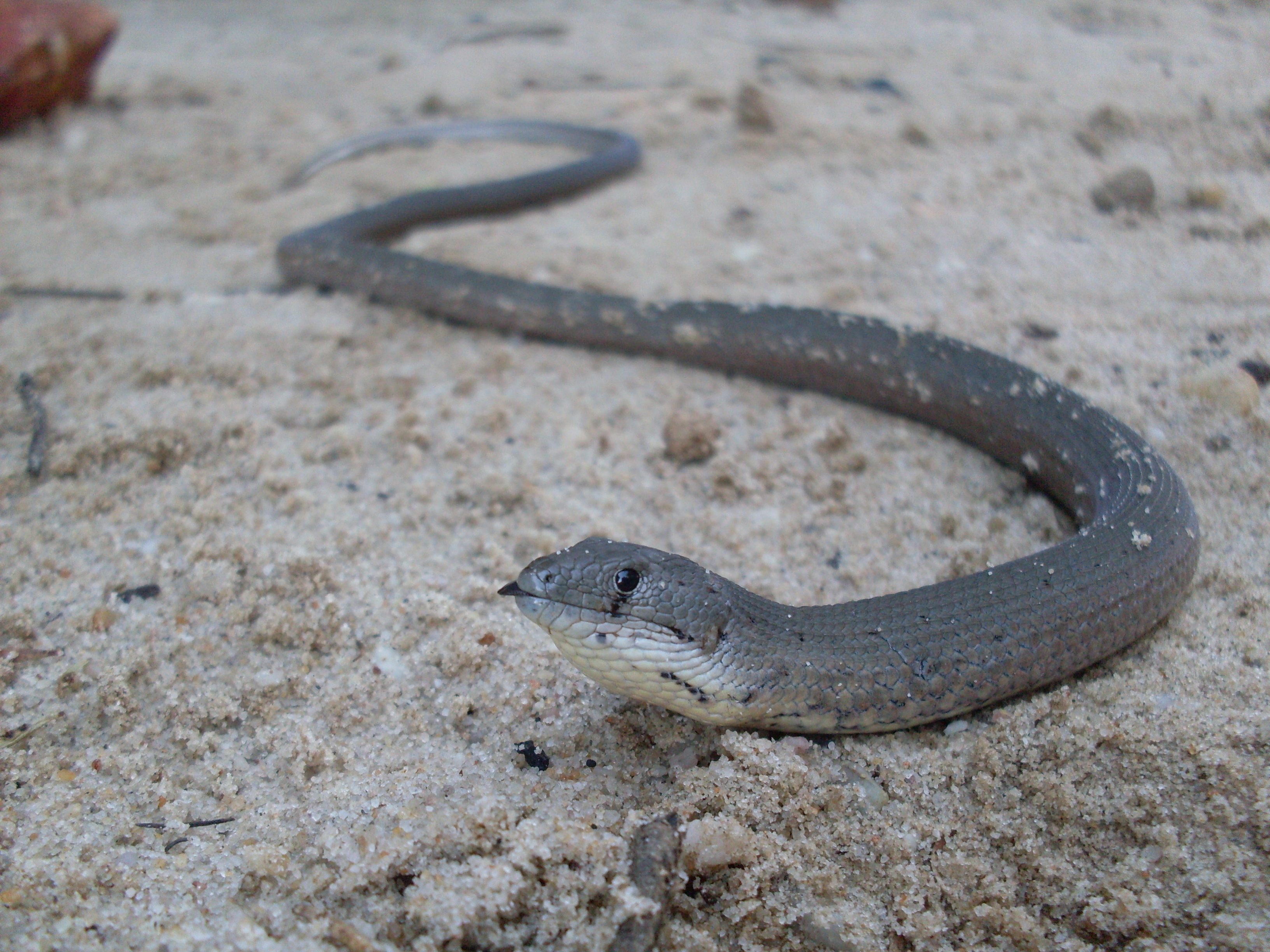
Pygopus lepidopodus

### Famille desScincidae
- L'espèce Chalcides striatus (Cuvier, 1829)

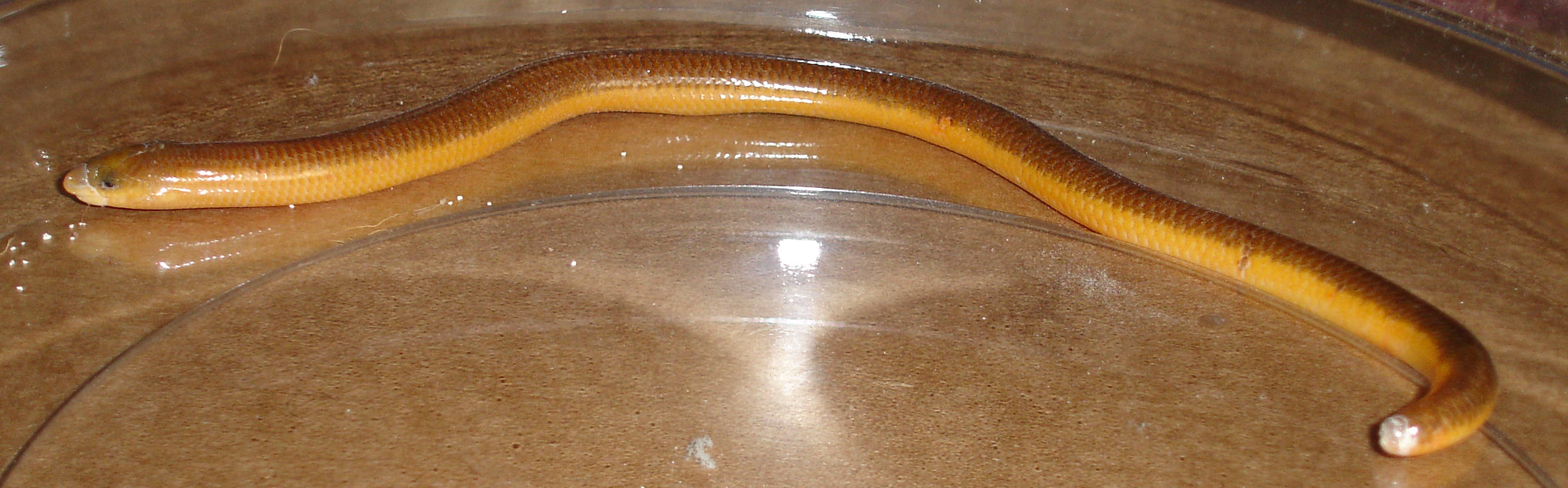
Acontias percivali
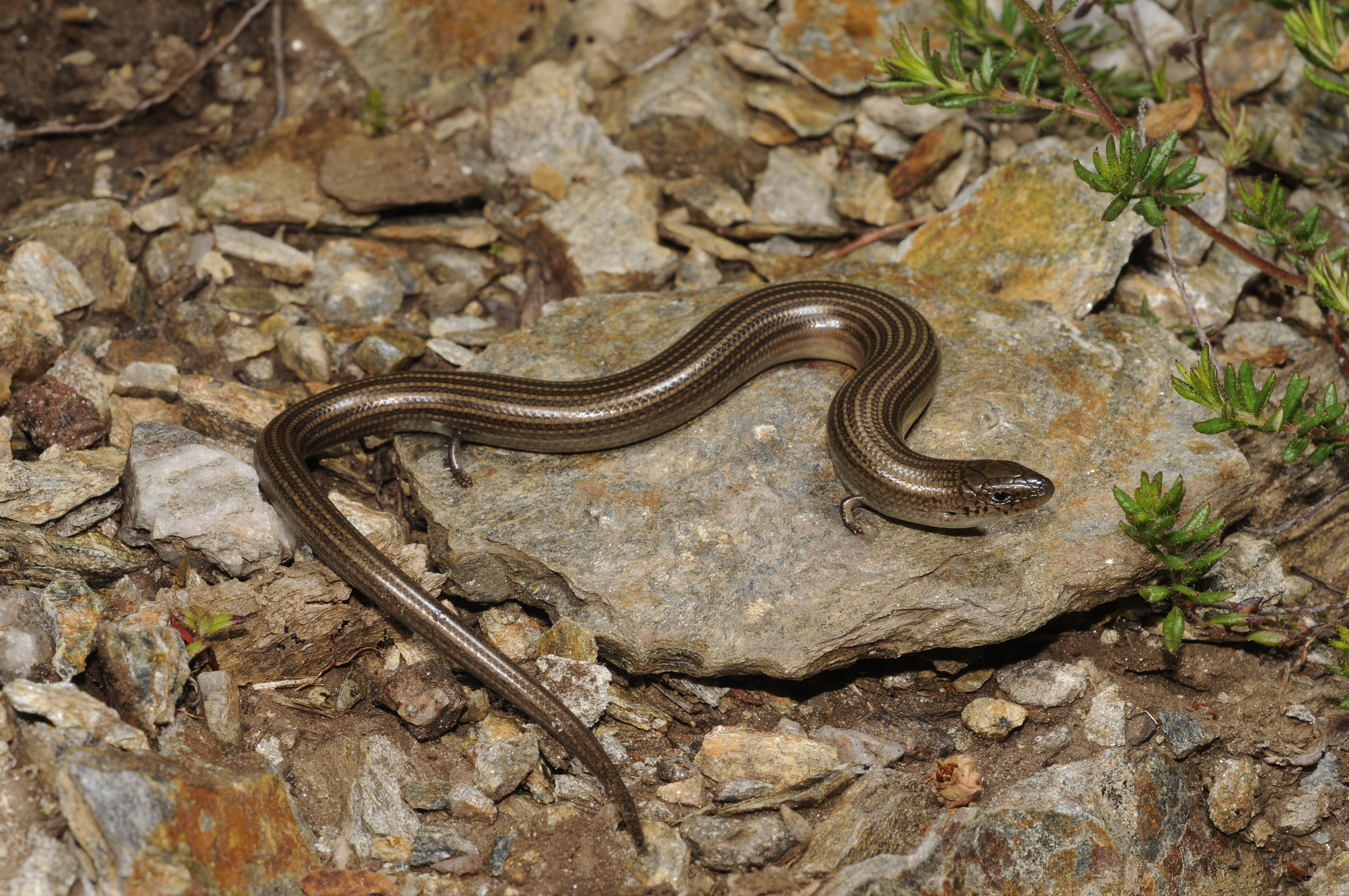
Le seps strié (Chalcides striatus)